# Macrosiphoniella riedeli
Macrosiphoniella riedeli är en insektsart. Macrosiphoniella riedeli ingår i släktet Macrosiphoniella och familjen långrörsbladlöss. Inga underarter finns listade i Catalogue of Life.